# Sainte-Marguerite (Haute-Loire)
Sainte-Marguerite is een gemeente in het Franse departement Haute-Loire (regio Auvergne-Rhône-Alpes) en telt 36 inwoners (2009). De plaats maakt deel uit van het arrondissement Brioude.

## Geografie
De oppervlakte van Sainte-Marguerite bedraagt 5,4 km², de bevolkingsdichtheid is dus 6,7 inwoners per km².
De onderstaande kaart toont de ligging van Sainte-Marguerite (Haute-Loire) met de belangrijkste infrastructuur en aangrenzende gemeenten.

## Demografie
Onderstaande figuur toont het verloop van het inwonertal (bron: INSEE-tellingen).